# 1847 في فرنسا
فيما يلي قوائم الأحداث التي وقعت خلال عام 1847 في فرنسا.

## سياسة

### تعيين في المنصب
- 19 سبتمبر – فرانسوا جيزو head of government of France ‏.

### انتهاء فترة المنصب
- 19 سبتمبر – جان دو ديو سول head of government of France ‏.

## كتب
من الكتب التي صدرت هذه السنة في فرنسا:
- 1 يناير – ابن العم بونس من تأليف أونوريه دي بلزاك.
- 1 يناير – فيكونت براجيلون: بعد عشر سنوات من تأليف ألكسندر دوما.

## مواليد

### يوليو
- 28 يوليو – جيمس ليندسي، إيرل كراوفورد ال26 سياسي بريطاني.

### أغسطس
- 9 أغسطس – ماريا فيتوريا من بوزو

### سبتمبر
- 15 سبتمبر – جوليس باوتشر ممثل فرنسي.

### نوفمبر
- 2 نوفمبر – جورج سيرويل
- 8 نوفمبر – جان كازيمير بيرييه

### ديسمبر
- 17 ديسمبر – أميل فاجيه

## وفيات

### يناير
- 28 يناير – بيار اميدي جوبير (مواليد 1779)

### مارس
- 2 مارس – جول دو بوليناك (مواليد 1780) سياسي فرنسي.

### يوليو
- 11 يوليو – أنتوان فيرجيل شنيدر (مواليد 1779)

### أكتوبر
- 9 أكتوبر – بيار بيرتيزين (مواليد 1775)

### ديسمبر
- 31 ديسمبر – أديلايد أميرة أورليان (مواليد 1777)